# Висока-Поляна (Кырджалийская область)
Висока-Поляна (болг. Висока поляна) — село в Болгарии. Находится в Кырджалийской области, входит в общину Кырджали. Население составляет 305 человек.

## Политическая ситуация
В местном кметстве Висока-Поляна, в состав которого входит Висока-Поляна, должность кмета (старосты) исполняет Наил Юмер Адем (ДПС) по результатам выборов.
Кмет (мэр) общины Кырджали — Хасан Азис (ДПС) по результатам выборов.